# Pulungdowo
Pulungdowo is een bestuurslaag in het regentschap Malang van de provincie Oost-Java, Indonesië. Pulungdowo telt 8109 inwoners (volkstelling 2010).